# 布蘭科望遠鏡
布蘭科望遠鏡（Víctor M. Blanco Telescope）是一架4公尺口徑望遠鏡，座落於智利托洛洛山頂的托洛洛山美洲際天文台。布蘭科望遠鏡於1974年開工，1976年完工，與位於基特峰的梅奧爾望遠鏡完全相同。1995年，布蘭科望遠鏡以波多黎各天文學家維克多·曼努埃爾·布蘭科（Víctor Manuel Blanco）命名。從1976年到1998年歐洲南方天文台甚大望遠鏡第一架8公尺望遠鏡投入使用前，一直是南半球最大的光學望遠鏡。
目前布蘭科望遠鏡使用的主要研究儀器是暗能量相機（DECam），用於調查暗能量。暗能量相機於2012年9月開光。